# 拉讷沃维尔欧布瓦
拉讷沃维尔欧布瓦（法語：Laneuveville-aux-Bois，法語發音：[lanœv.vil o bwa]）是法国默尔特-摩泽尔省的一个市镇，位于该省东南部，属于吕内维尔区。

## 地理
拉讷沃维尔欧布瓦（48°36'41"N, 6°39'0"E）面积19.04 平方千米，位于法国大東部大區默尔特-摩泽尔省，该省份为法国东北部内陆省份，是洛林的一部分，北邻比利时、卢森堡，北起顺时针与摩泽尔省、下莱茵省、孚日省和默兹省接壤。
与拉讷沃维尔欧布瓦接壤的市镇（或旧市镇、城区）包括：克里永、克鲁瓦马尔、昂贝尔梅尼勒、埃纳梅尼勒、马农维莱、马兰维莱、帕鲁瓦、蒂耶博梅尼勒、韦奥。

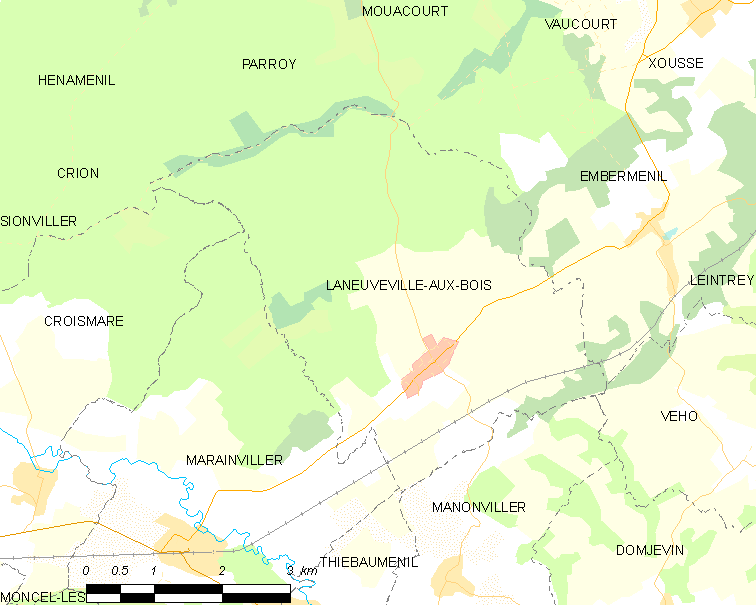
拉讷沃维尔欧布瓦的OSM定位图

拉讷沃维尔欧布瓦的时区为UTC+01:00、UTC+02:00（夏令时）。

## 行政
拉讷沃维尔欧布瓦的邮政编码为54370，INSEE市镇编码为54297。

## 政治
拉讷沃维尔欧布瓦所属的省级选区为巴卡拉县。

## 人口

1962-2008年间拉讷沃维尔欧布瓦人口变化图示

拉讷沃维尔欧布瓦于2022年1月1日时的人口数量为301人。